# Pure Holocaust
Pure Holocaust är det andra fullängds studioalbumet med det norska black metal-bandet Immortal. Albumet utgavs 1993 av skivbolaget Osmose Productions.

## Låtlista
1. "Unsilent Storms in the North Abyss" – 3:14
2. "A Sign for the Norse Hordes to Ride" – 2:35
3. "The Sun No Longer Rises" – 4:20
4. "Frozen by Icewinds" – 4:40
5. "Storming Through Red Clouds and Holocaustwinds" – 4:40
6. "Eternal Years on the Path to the Cemetery Gates" – 3:30
7. "As the Eternity Opens" – 5:31
8. "Pure Holocaust" – 5:17

- Text: Demonaz Doom Occulta (alla låtar)
- Musik: Demonaz Doom Occulta / Abbath Doom Occulta (spår 1–4), Abbath Doom Occulta (spår 5–8)

## Medverkande
Musiker (Immortal-medlemmar)
- Abbath Doom Occulta (Olve Eikemo) – sång, basgitarr, trummor
- Demonaz Doom Occulta (Harald Nævdal) – gitarr

Produktion
- Pytten (Eirik Hundvin) – producent, ljudtekniker
- Osmose Productions – producer
- J.W.H. (Jannicke Wiese-Hansen) – logo